# شپیگلبرگ
شپیگلبرگ (به آلمانی: Spiegelberg) یک شهر در آلمان است که در رمس-مور واقع شده‌است. شپیگلبرگ ۲٬۱۶۷ نفر جمعیت دارد.